# Приск (генерал)
Приск (грчки: Πρίσκος; Priskos; латински: Priscus; ? - 613) је био византијски војсковођа. Служио је војсци за време царева Маврикија, Фоке и Ираклија.

## Биографија
Истакао се успесима против Авара и Словена у Маврикијевим балканским походима који су крајем 590-их смирили стање на северној византијској граници. Маврикије га је послао у Јерменију да регрутује будуће колонисте за Балкан. Тамо га је затекла вест о државном удару и смени на престолу. Приск је једини од генерала преживео сурову чистку новог цара Фоке. Временом је стекао царево поверење чију је ћерку оженио 606. године. Приликом Ираклијевог устанка, ништа није предузео како би помогао свом тасту па га је Ираклије убрзо збацио са престола. Због непружања отпора Ираклије га 611. године именује за команданта војске у борбама против Персијанаца. Приск у томе није успео, па је смењен, оптужен за издају и присилно натеран да се пензионише. Умро је 613. године.